# Xã Scott, Quận Sharp, Arkansas
Xã Scott (tiếng Anh: Scott Township) là một xã thuộc quận Sharp, tiểu bang Arkansas, Hoa Kỳ. Năm 2010, dân số của xã này là 434 người.